# Челка (деревня)
Челка — деревня в Советском районе Кировской области в составе Ильинского сельского поселения.

## География
Находится на расстоянии примерно 12 километров по прямой на юго-запад от районного центра города Советск.

## История
Известна с 1701 года как деревня Чолки, в 1764 году с населением 488 человек. В 1873 году здесь (деревня Чолка большая) учтено дворов 29 и жителей 250, в 1905 53 и 322, в 1926 52 и 266, в 1950 35 и 92. В 1989 году проживало 350 жителей.
Постановление Думы Кировской области от 01.11.1996 № 27/165 деревня Большая Челка переименована в Челка.

## Население
| 2010 |
| ---- |
| 270  |

Постоянное население составляло 337 человек (русские 94 %) в 2002 году, 270 в 2010.